# Буклан
Буклан (фр. Bouclans) насеље је и општина у источној Француској у региону Франш-Конте, у департману Ду која припада префектури Безансон.
По подацима из 2011. године у општини је живело 970 становника, а густина насељености је износила 45,33 становника/km². Општина се простире на површини од 21,4 km². Налази се на средњој надморској висини од 433 метара (максималној 514 m, а минималној 397 m).

## Демографија
| 1962. | 1968. | 1975. | 1982. | 1990. | 1999. | 2011. |
| ----- | ----- | ----- | ----- | ----- | ----- | ----- |
| 370   | 431   | 551   | 771   | 765   | 853   | 970   |

График промене броја становника у току последњих година